# Vallerois-Lorioz
 Vallerois-Lorioz  es una población y comuna francesa, situada en la región de Franco Condado, departamento de Alto Saona, en el distrito de Vesoul y cantón de Vallerois-Lorioz.

## Demografía
| 92 | 94 | 151 | 198 | 205 | 206 | 342 |
| Para los censos de 1962 a 1999 la población legal corresponde a la población sin duplicidades (Fuente: INSEE [Consultar]) |    |     |     |     |     |     |